# 母をたずねて三千里
『母をたずねて三千里』（ははをたずねてさんぜんり）は、1976年1月4日から12月26日まで、フジテレビ系列で毎週日曜19:30 - 20:00（JST）に全52話が放送された、日本アニメーション制作のテレビアニメ。世界名作劇場の2作目に当たる。

## 概要
エドモンド・デ・アミーチスの著作・ "Cuore" （『クオーレ』）のうち、 Maggio （5月）の挿入話 "Dagli Appennini alle Ande" （アペニン山脈からアンデス山脈まで）を原作としたアニメ。1882年のアルゼンチンのブエノスアイレスに出稼ぎに行ったまま、音信不通になっている母アンナ・ロッシを尋ねるべく、主人公のマルコ・ロッシがイタリア・ジェノヴァからアルゼンチンへと渡る姿を描く。
大きく分けて南米行きの船に乗るまでの日常ドラマと、渡航した後の旅物語の2つが物語の主軸となっており、全編を通して記録映画のように主人公の言動を客観的に描写する姿勢が貫かれている。また主人公のマルコは旅の途中で何度も危機に陥り、そこで出会った多くの人に助けられ、また時には助け、その優しさに触れながら成長していく。最終回でも旅中で世話してくれた人々の何人かに再会し、お礼を言いながらジェノヴァに帰って行くストーリーが描かれ、「人々の思い遣りと思い遣りに対する感謝の気持ち」も物語のテーマのひとつとして貫かれている。
基本的なストーリーは原作に添ってはいるものの、もともとが『クオーレ』という一つの小説の中の短編的な作品（エンリコが書き取りをする課題の中のストーリー）であるため、1年の長きにわたって放映するには圧倒的に量が不足していた。そのために日常生活の細かな描写を始め、ペッピーノ一座などの原作にはない多くのキャラクターの登場、さらには『クオーレ』の他の短編のエピソードやバイアブランカまでの旅を付け足すなどといった形で、話を大幅に膨らませている。マルコの家庭の背景やペッピーノ一座などの設定は、脚本家の深沢一夫によるものとされ、中でも後者は人形劇団・人形座時代の深沢の経験を生かしたものである。
また原作の中で、なぜマルコの母親がアルゼンチンまで出稼ぎに行くことになり、なぜマルコが一人で母親を探しにアルゼンチンまで行くことになったかという理由が書かれておらず、アニメを制作する際にこれらの設定を考えるのに苦労したという。最終的に、父親は貧しい人のために無料で診察できる診療所を作ろうとして借金を抱え、その返済および生活費を稼ぐため、母親がアルゼンチンに出稼ぎに行くことになり、その後連絡が途絶えた母親を捜しに行きたくても、父親は診療所を閉鎖する訳にもいかず、また兄も鉄道学校で機関士の見習いをしているので学校を休む訳にはいかず、その結果マルコがアルゼンチンに行く、という設定となった。

## 邦題について
原作のクオーレを初めて日本語に全訳したのは杉谷代水で、1902年(明治35年)12月に坪内逍遥の校閲のもと、『学童日誌』という書名で出版した。なお同年5月に原抱一庵もクオーレの日本語訳を先んじて出版しているが、本挿入話である「アペニン山脈からアンデス山脈へ」は紙面の都合で割愛されているなど、抄訳に留まっていた。杉谷代水はその際に地名や人名はすべて和風のものに翻案したが （主人公のエンリーコは遠藤文雄、親友のガッローネは長谷部友雄、優等生のデロッシは高村君など）、本挿入話は話が壮大であるため、無理に日本の出来事にせず、「親を尋ねて三千里」という副題で訳出した。
又『毎月講話』中の再長篇たる『親を尋ねて三千里』は強いて翻案すれば甚しく光景を小にし感銘を滅殺するの虞れあるが故に態とこれを改めず、原文の同情深き精細なる叙述を逐ひてやゝ縝密に訳出せり。
これに関し前田晁は、杉谷代水は他の文章との調和を考えてこのような副題を用いたと推察している。
この話の中に、子ども思いの感心な母親が、六千マイルも遠くじぶんの国からはなれてきて、ひどく働いたあとで、いまにも死のうとしているのを、その女の主人夫婦があわれに思うところがあります。この六千マイルを三千里と日本ふうにしたのです。ところが、この題が、情のこもった、品のいいものとして、非常に評判がよく、この話だけを一冊にした本もいろいろ出たり、原作の映画にもタイトルとしてつかわれたりしました。三十六年まえ、わたしがこの本の全訳を試みたときにも、これをつかいましたが、のちには、マルコの話は、「母を尋ねて三千里」ときまったようになりました。ですから、こんどの改訳にも、わたしはこれをつかって、一つは『クオレ』移入の先覚、杉谷代水の業績をしのぶ一端ともしたいと思うのです。
実際以降の全訳・抄訳では、1909年(明治42年)の麗翠庵主人訳(英訳版原文付き)では「嗟々三千里」、1912年(明治45年)の三浦修吾訳(德富健二郞、岡倉由三郞の序文付き)では「母を尋ねて三千里を行く」、1915年(大正4年)より『少年倶楽部』に連載された上井磯吉訳では「母を慕ふて幾千里/母を慕うて幾千里」)、1917年(大正6年)の宇野浩二訳、1920年(大正9年)の前田晁訳、1924年(大正13年)の石井真峯訳、1925年(大正14年)の西川勉訳ではいずれも「母を尋ねて三千里/母をたづねて三千里」(宇野浩二は「母いづこ」の改題で1929年(昭和4年)以降幼年倶楽部に抄訳版を連載)、1926年(大正15年)の京谷大助訳では「母を慕うて三千里」など、クオーレの翻訳者は概ねこの副題を踏襲した。そして1919(大正8年)以降に相次いで出版された童話集に独立した話として収録された際は、現在青空文庫に収録されている1927年(昭和2年)の日本童話研究会版を含め、いずれも副題として「母を尋ねて三千里/母をたづねて三千里」が採用され、定着した。
なお原文の「六千マイル」"seimila miglia" (セイミーラ・ミッリャ) (1 イタリア式マイル "miglio italiano" (ミッリョ・イタリアーノ) ≡ 50/27 km ≒ 1.852 km (1929年以前の国際海里の旧定義と同じ)、6,000 イタリア式マイル ≒ 約11,111 km)を日本の尺貫法の里 (1 里 ≡ 216/55 km ≒ 約3.927 km)に換算すると、約2,829里 (ほぼ三千里)に相当する。ただし水谷代水訳のみならず、三浦修吾訳、宇野浩二訳、前田晃訳、石井真峰訳、西川勉訳、京谷大助訳のいずれでも該当箇所は「六千哩/六千マイル」と訳出されている(麗翠庵主人訳などでは「三千里」、上井磯吉訳では「幾千里」)。また大正以前の日本語訳はすべて英訳版からの翻訳であり、イタリア語原典からの翻訳としては、1941年(昭和16年)の高橋秀三によるイタリア語訳註版(本挿入話のみ)、1955年(昭和30年)の佐々木凛一の協力による前田晁の改訳版を待つことになる。

## 登場人物

### ロッシ家
マルコ・ロッシ
声 - 松尾佳子
本作品の主人公で9歳の少年。元気で働き者だが、頑固で気分屋な面もある。ピーマンが嫌い。すぐに思い詰める癖があり、悲観的に考える傾向がある。
自身を一人前だと認めてもらいたいがために、ビン洗いやジーナの船会社に届いた郵便物を配送するなど地道に働く。アンナから手紙が一向に届かないことで、やがて母を捜すためアルゼンチンへと渡る決意をし、3か月にも渡る苦難の旅に出る。旅での経験から後に医者を志す。
原作ではアルゼンチンへと向かうのは13歳、母が出稼ぎに出てから2年後のこととされているが、本作品ではわずか10歳かつ1年後に旅へ出たというストーリーに変更されている。主人公の年齢を引き下げる設定は、前作『フランダースの犬』も同様である。
アンナ・ロッシ
声 - 二階堂有希子
マルコの母。夫であるピエトロの借金を返済するため、38歳時に出稼ぎでアルゼンチンへと渡るも、頼りにしていたメレッリに騙され、ジェノバと音信不通になる。当初の1年ほどはロハス夫人に奉仕していたが、給金が高額な農業技師メキーネス夫婦に仕えるようになる。自身を嫌っていたロハス夫人と異なりメキーネス夫婦からは好意的に接せられていたが、度重なる移住による疲労やジェノバと連絡が取れなくなったショックから病を患う。
ピエトロ・ロッシ
声 - 川久保潔
マルコの父で、診療所を経営し、事務長を務めている。45歳。貧しい人々を無料で診察できる診療所を設けるため精進しており、診療所では多くの人から尊敬を集めている。ところが、ある人物に騙され借金を負い、返済するためアンナを出稼ぎでアルゼンチンへ送る羽目になる。資金繰りが悪化する中でも必死に経営を続ける姿は、診療所に勤めているロンバルディーニ医師をはじめ多くの人の心を動かしていく。
アンナの手紙が途絶えてからアルゼンチンへと渡ることを望むマルコに反対し続けていたが、息子の熱意に負けアルゼンチンへの旅を許可する。
トニオ・ロッシ
声 - 曽我部和行
マルコの兄。ミラノの鉄道学校で機関士の見習いをしており、ジェノバの自宅には時々休暇で帰ってくる程度である。最終的には機関士となる。
本作では年齢について言及されていないが、原作ではマルコより7歳年上の18歳（マルコが11歳の時の年齢）の設定となっている。

### ジェノヴァ出身またはそこで初めて登場した人物
ペッピーノ
声 - 永井一郎
人形劇の旅芸人であり、ペッピーノ一座の座長。本名はジュゼッペで、姓は不明。いつまでも夢を追い続けている少年のような人物。コンチエッタが過労で倒れた際、祈ることしかできないほど頼りなく妻に逃げられてしまった。しかし抱いている夢は大きく、バイアブランカではモレッティの計らいにより劇場建設計画が打ち立てられたほどである。実現することはなかったが、マルコの母親探しのためにひとはだ脱いで馬車を改造し、汽車に乗れなかったマルコをその馬車でバイアブランカまで送り届け、ジェノバでは共にアルゼンチンへ行こうと告げるなど（このアルゼンチン同行だけは実現しなかったが）、マルコの旅には欠かせない存在となった。
コンチエッタ
声 - 小原乃梨子
ペッピーノの長女。グラマーな美人で、人形劇の主演を務めるほか、歌やダンスも披露する。
母が家出してからは母親代わりとなり、頼りにならないペッピーノに代わってペッピーノ一座の切り盛りをしている。しっかり者だが、アルゼンチンでの旅で出会った若旦那サルバドールに片思いするなど年頃の娘らしい一面も見せる。
フィオリーナ
声 - 信沢三恵子
ペッピーノの次女。影を帯びており、決して明るいとは言えない少女。友達もいなかったが、マルコと出会ってからは次第に明るさを取り戻し、アルゼンチンでは逆にマルコを励ます立場となる。一座では当初劇に合わせてシンバルを鳴らしたり、客からおひねりを集める程度の役割しか担っていなかったが、マルコの後押しで得意のマリオネットを操る芸が大うけし、以降は人形劇にも出演するようになった。
ジュリエッタ
声 - 千々松幸子
ペッピーノの三女。やっと歩ける程度でまだ幼く、言葉もろくに喋れない。動かなければ人形と間違えてしまうほど可愛らしい風貌である。アメデオと仲良しでいなくなったら泣き出すほど。
カタリナ
声 - 麻生美代子
マルコの家の隣に住む中年女性。アンナがアルゼンチンへと渡ってからはマルコの母親代わりとなっている。外出の帰りにいつもマルコが火種をもらいに行く。
ルキーノ
声 - 細井重之
カタリナの旦那。職を転々としているが、最後に瓦を作る下働きの職を決めたところでは懸命に働いている模様。
カルロ
声 - 辻村真人
第1話にてピエトロ一家がアペニン峠に行く際、馬を貸した人物。またロッシ家が引っ越しをする際にも手伝っている。
ヤコボ
声 - 槐柳二
マルコの家の屋根裏に住んでいる老人男性。仕事もなく一日外を眺めて暮しているが、人柄は良い。
ジーナ・クリスティーニ
声 - 坪井章子
船会社で郵便物の集配の仕事をしている中年女性。定期船の一等航海士を勤めていた夫がいたが、31歳の時に遭難死している。いつもマルコを目にかけており、彼のために仕事を斡旋している。
ジョルジョ
ジーナがアルゼンチンで暴動が起きているかもしれないという噂を耳にした際、彼女の船会社に入ってきた人物で、マルコにアルゼンチンでストライキが起こっていると伝えた人物。
ベルラ
声 - 友部光子
6人の子供を持つ母親。マルコにお使いを頼んだりすることもあった。
フェルディナンド
声 - 松岡文雄
ベルラの主人。エンディングにて「ビルティナント」と表示されているが正しくは「フェルディナンド」。
ニーナ
声 - 牛崎敬子
ベルラとフェルディナンドの5番目の子供で、いつもベルラのすぐ後ろを横取りして歩く。
エミリオ
声 - 北川智絵→駒村クリ子
マルコの兄貴分の少年。学年はマルコと同じだが、年齢は3つ上。学校に行かず生活費を稼ぐため、働いている。マルコにビン洗いの仕事を紹介したり、アルゼンチンへの旅費を稼ぐためふたりでアイスクリームを売ったり、レナートにだまし取られたお金を奪い返したりと、マルコの力になる。
ベルナルド
声 - 千々松幸子
エミリオの弟。ルイジやドメニコから兄のことについて苛められるが、マルコに助けられる。
ドメニコ
声 - 白川澄子
ベルナルドをいじめていた生徒の1人でマルコの隣の席に座っている少年。ベルナルドを助けたマルコに忠告をするなど、根は悪くない模様。
ルイジ
声 - 野沢雅子
ベルナルドをいじめていた上級生。ベルナルドを助けたマルコを執拗に追いかけ、最終的に追い詰めるが、マルコが腕に噛みついてその場を去った。
ルチア
声 - 松金よね子
マルコが通っていた学校にいる少女。裕福で庭付き一戸建ての家に暮らしており、庭にはプールまで付いている。マルコに恋心を抱いていると思しき描写がある。
ジロッティー
声 - 塩見竜介
ビン屋の主人。働きぶりに感心して子供のマルコを雇うが、ビン洗いの機械が工場に導入されたため、職を失う。
ロンバルディーニ
声 - 上田敏也
ピエトロの経営する診療所で働いている医者。病人から診療代を取らずに診察するピエトロの方針に愛想を尽かしているが、医術の心だけは忘れておらず、ひた向きに努めるピエトロを見て次第に心を動かされていく。マルコの依頼で、風邪（肺炎の説あり）を患ったペッピーノやコンチェッタを無料で治療している。
サンドロ・ゴッビ
声 - 家弓家正
ピエトロの親友でドイツ帰りの医師。第9話にてファビオが連れてきたルクレチアの母親を、当時悪魔の業と呼ばれていた輸血という手段を使って助ける。献血したのはピエトロ。
レナート
声 - 納谷六朗
エミリオの知人で、如何わしい雰囲気の男。マルコに20リラでアルゼンチンへ行かせてやると話を持ちかけ、その金を着服しようとしたが、エミリオにあっさり見破られ、返金する。
フォスティーニ
本編未登場。ジーナから配達を頼まれた4通の手紙のうち、最初に届けた人物。その手紙はインドからの物であることが作中で判明する。手紙を渡した人物は本人ではなく執事の模様。
マルケザーニ
本編未登場。ジーナから配達を頼まれた4通の手紙のうち、2番目に届けた人物。手紙を受け取ったシーンはなく、サインをもらったシーンもない（マルコが配達から帰ってきてジーナが確認した時はサインがあった）。
コルベット
声 - 緒方賢一
ジーナから配達を頼まれた4通の手紙で3番目に届けた人物。
モンタルド
声 - 山田俊司
ジーナから配達を頼まれた4通の手紙で最後に届けた人。待ちに待っていた妹の手紙が届いたことで上機嫌になりマルコに執拗に昼食を勧めるが、マルコは断っている（父や兄が海辺で待っていたため）。
ベラッティ
ピエトロに金を貸している人物。返済を執拗に迫る。
モレーニ
本編未登場。ピエトロと診療所への融資について話し合いの場がもたれていたようだが、モレーニから断りの電話が入る。その後、ピエトロはモレーニと何としても会う必要があるという台詞があるが、実際に会えたかは不明。
マルディ
ピエトロの診療所に勤めている医師。ロンバルディーニとの交代勤務だが、本編登場は一度のみ。
セベリーノ
マルコとトニオが勧めるピッツァの店の店主。本編未登場。
ロレンツォ
本編未登場。アルゼンチンへと渡ったが大損をし、ジェノバに帰郷してきた。
ファビオ
顔が真っ青な患者をピエトロの診療所に運んできた男。
ルクレチア
ファビオが運んできた患者の子供。
ベッティーノ
ベルラが第3話、第15話にて声をかけているが、本人は登場していない。
ルチアーノ
エミリオの親戚で船会社の小間使い。

### フォルゴーレ号で出会った乗員
ロッキー
声 - 野島昭生
マルコと最初に知り合ったフォルゴーレ号の船員。ブラジル人であり、世界中の海を航海している。出航前日に港を歩いているマルコと仲良くなり、マルコが密航を企てているとも知らずフォルゴーレ号を案内している。
レオナルド
声 - 神山卓三
フォルゴーレ号のコック長。マルコのアルゼンチン行きの熱心さに心動かされ、料理人としてマルコの乗船を認める。働き者で母親思いのマルコを称賛している。リオデジャネイロで出航が遅れる貨物船の代わりにブエノスアイレスへ向かう船を探し当て、当面の食料をマルコに持たせる。
チェーザレ
声 - 西川幾雄
レオナルドと同じくコックのようだが、調理をしている様子は描かれていなかった。じゃがいもの皮むきなどをしていたようだが、赤道祭りにて変装で優勝した経験がある。マルコが登場したときも赤道祭りで母親のアンナに変装を遂げ、マルコの心を掻き乱すことになる。
ジャコモ
声 - 島田彰
フォルゴーレ号の船員。マルコに難癖を付けたことで食事を抜かされそうになる。
モレーニ
声 - 三田松五郎
フォルゴーレ号の事務長。口うるさく、規則に厳しい。他の船員が心変わりし機転を利かせる中、マルコの乗船に最後まで反対していた。
船長（フォルゴーレ号）
声 - 村越伊知郎
フォルゴーレ号の船長。マルコの乗船をレオナルドに託したりと機転が利く。

### 移民船で出会った乗員
フェデリコ
声 - 峰恵研
移民船の中でマルコと知り合った老人。息子に会うためアルゼンチンのロサリオに移住しようと移民船に乗り込む。気は弱いが芯は強く、船が大嵐に遭った際、パニックになっている乗客達を落ち着かせることに成功する。
後にロサリオでマルコと再会することになる。
レナータ
声 - 二階堂有希子
ジョバンニの妻で、移民船にてフェデリコと共に出会う。一人息子のニーノを連れている。
ニーノ
声 - 千々松幸子
ジョバンニとレナータの間に産まれた子供。船食が食べられずひもじい思いをしていたが、マルコとアメデオに出会い若干元気を取り戻す。
推定2歳～3歳くらい。アメデオを気に入っており、その姿を見てマルコがニーノをジュリエッタとかぶらせる描写がある。
船長(移民船)
声 - 杉田俊也
移民船が大嵐に遭った際、乗客が一丸となって歌った声を聴き、船員に的確な指示を与えた。

### ブエノスアイレスでの登場人物
シプリアーナ
声 - 池田昌子
サンタマリア教会の慈善病院で看護婦をしているシスター。マルコの身の上を知って同情し、助力する。第22話の時点では名前が出ていないため、エンディングでは「看護婦」としてスタッフロールに記載されている。第38話の字幕にてシプリアーナと表示されているが、エンディングのスタッフロールにはシプリアーノと記載されている。
クリストバル・ロハス
ロハス夫人
声 - 京田尚子
アンナがアルゼンチンに到着した後、最初に奉公したとされる屋敷の主。アンナのことを快く思っていない模様。
ロシータ
声 - 吉田理保子
マルコがロハス宅に尋ねた時にいた家政婦。マルコに食事を与えたりと世話を焼いていたが、口うるさいロハスを嫌悪し、マルコが再訪した際にはロハス宅を去っていた。
ナターリア
声 - 大方斐紗子
マルコが2度目にロハス宅を尋ねた際にいた家政婦。ロハスのことを快く思っていない模様。
アンナ・マリーニ
声 - 京千英子
マルコ曰く「もう1人のお母さん」。慈善病院に入院している。マルコを実子と勘違いするが、その勘違いの好影響の中で安らかに息を引き取る。
マルチェッロ・マリーニ
写真にて登場。アンナの一人息子で、2歳の時に移民船が嵐に遭い、亡くなったとされている。
アメリア・セバーリョス
声 - 松島みのり
マルコが再びブエノスアイレスを訪れた際、最初に立ち寄った家にいた娘。マルコはラモン・メキーネスの娘イサベルと誤解する。
セバーリョス夫人
声 - 杉田郁子
アメリアの母。

#### ボーカの町での登場人物
フォスコ
声 - 勝田久
ジェノバ料理の店「トラットリア・リグリア」の店長。ジェノバからアンナを訪ねて単身はるばるブエノスアイレスまで渡って来たマルコに感心し、あれこれ世話を焼く。
ルイザ
声 - 香椎くに子
フォスコの妻。マルコのことを我が子のように案じている。
ファドバーニ
声 - 加藤精三
ブエノスアイレスで荷揚げの仕事を一手に引き受けているイタリア人の資産家。マルコがメレッリにだまされていたことを知って同情し、ロサリオまでの船を手配する。
バルトロメオ
声 - 岡田道郎
ファドバーニに雇われている執事。

### バイアブランカへの道中での登場人物
クリストバル・バルボーサ
牧童300人を抱えている大牧場の経営者。ペッピーノ一座を招待した際、ペッピーノの話に夢中になる。
サルバドール・バルボーサ
声 - 桑原たけし
300人の牧童を雇っている大牧場の経営者の息子。昔イタリアに行っていたこともありペッピーノと話が合い、ペッピーノ一座を牧場に招待する。
グレゴリオ
バルボーサが呼んだ牧童でペッピーノが泊まる宿を案内した人物。
サラ
グレゴリオの妻。ペッピーノ一座の芝居を見て難癖をつける。
ドン・カルロス
声 - 宮内幸平
ガウチョの老人。馬車も壊れ、寒さで凍え死にそうになっていたペッピーノ一座を助け、馬車も修理し、しかもオルデガとの喧嘩も助けた命の恩人。ギターの名手。
オルテガ
声 - 清川元夢
嫌がるコンチェッタと無理やり踊ろうとしたガウチョ。終いにはコンチェッタを人質に取り、ペッピーノにナイフを突きつけて脅迫するが、カルロスに一撃の元に叩きのめされて馬に逆さまに乗せられて追い出される。
シチリオ・シルバーニ
バイアブランカからブエノスアイレスへ戻る途中、バイアブランカ近郊で出会った8人家族の頭。マルコに困った時はモレッティを尋ねるよう助言をした人物でもある。
ルイザ・シルバーニ
シチリオの妻。双子を続けて3回も出産。よって8人家族となった。
アントニオ・シルバーニ、ロベルト・シルバーニ
ルイザが最初に産んだ双子の男の子。
ソフィア・シルバーニ、エレーナ・シルバーニ
ルイザが2番目に産んだ双子の女の子。
マリオ・シルバーニ、ブルーノ・シルバーニ
ルイザが3番目に産んだ双子の男の子。アメデオを見て喜ぶ。

### バイアブランカでの登場人物
フランシスコ・メレッリ
声 - 梶哲也
ピエトロのいとこで、アルゼンチンに出稼ぎに行ったアンナが唯一頼りにしていた男性。
ブエノスアイレス時代の知人によると根は良い人物だが、事業に失敗しアンナの仕送りも着服するようになり、アンナの手紙もジェノバへ届かないよう根回ししていた。その後バイアブランカへ移住してスペイン人のマルセル・エステロンと名乗り、正体を隠して暮らしていたが、道端で偶然出会ったマルコから事情を聞き、アンナとジェノバの音信が途絶えたことに負い目を感じ、マルコをコルドバまで送る決意をする。しかし、コルドバまでの旅費の工面がつかなかったため、マルコには自身の正体とアンナが実際にはコルドバへ移ったことを明かさず、ブエノスアイレスまでの切符とファドバーニへの手紙を渡す。
マルコの出発後、ペッピーノに訝しがられ自身の正体を明かすが、事情を知ったペッピーノは彼を殴った。
ペペ
メレッリがマルコを連れて入った店のマスター。
ルシーア
声 - 高橋和枝
宿屋を営む女将。ペッピーノ一座に3日分の宿代を先払いさせたが、以前泊まっていた客が宿代を踏み倒したらしく、ペッピーノ一座は止む無く3日分の宿代を稼ぐ羽目になった。
ドメニコ・ノーツェ
声 - 増岡弘
バイアブランカでイタリア人に仕事を斡旋して回る情報屋。マルコには仕事を紹介しなかったが、アンナがバイアブランカにいないことをマルコに教えたり、エステロンの正体がメレッリだということを見抜くなど、鋭い洞察力の持ち主。
アレクサンドロ・モレッティ
バイアブランカの議員でイタリア人のことなら知らないことはないと言われているが、マルコの探すメレッリだけは探し出せなかった。町に到着した日に大うけをとったペッピーノ一座を気に入り、町に大劇場を作る計画を持ち掛ける。

### ロサリオへの道中の登場人物
アレクサンドル・ジョバンニ
声 - 渡部猛
マルコがブエノスアイレスからロサリオまで川を上るべく乗船したアンドレアドーリア号の船長。マルコが自身と同じジェノバっ子だと知ると掌を返したかのごとく友好的になる。
彼とマリオが乗る船の名前「アンドレア・ドーリア」は作中でもマルコが指摘している通り同名のジェノバの総督が由来である。
ルクレチア
本編未登場。ジョバンニ船長の意中の女性であるが、告白までには至っていない様子。
マリオ
声 - 富山敬
アンドレアドーリア号の船員。ジョバンニと同じくジェノバっ子だが、彼とはいつも殴り合いの喧嘩ばかりしている。カナヅチである。イサベリータという恋人がロサリオの近くのサンニコラスという町に住んでいる模様。
イサベリータ
本編未登場。マリオの恋人。マルコが船に乗った際、ロサリオへ急ぐマルコにアンドレア船長の計らいにより、本来は道中で寄港する予定だったサンニコラスの港へ寄らなかったため、イサベリータとマリオは会えなかった。

### ロサリオでの登場人物
ホルヘ
ロサリオのある鍛冶屋の息子。
ジョバンニ
声 - 田中康郎
フェデリコの息子。ロサリオの町で路頭に迷っているマルコを助け、イタリアの星にてマルコがコルドバに行く手助けをしてくれる。
マリエッタ
本編未登場。フェデリコの娘。フェデリコにはジョバンニとマリエッタの二人の子供がいるがどちらが先に生まれているのかという解説はない。
ガルローネ
本編未登場。フェデリコの孫でマリエッタの子供。
バリエントス
本編未登場。ファドバーニから紹介を受けたが本人は不在だった。執事（声 - 北山年夫）が代わりに応対するが、マルコを冷たくあしらい、さらには「差別的な発言」でマルコをいたく傷つけた。

### コルドバへの道中の登場人物
マグダレーナ
声 - 花形恵子
カニャーダ・デ・ゴメースという駅から乗ってきた3人の子供の母親。作中で名前が出てくるシーンはないが、その回のスタッフロールで紹介されている。
ナルシソ
声 - 菅谷政子
マグダレーナとともにいた3兄弟の長男。マルコがジェノバから来たと知るとコロンブスの話をする（コロンブスがジェノバ生まれのため）。カニャーダ・デ・ゴメースという地名は、現在では地図上に存在しない模様。
ペドロ
声 - 桂玲子
3兄弟の次男。スタッフロールで声優名が桂令子と表記されている。
フェルナンド
3兄弟の三男。

### コルドバでの登場人物

#### サンイシドロ地区での登場人物
マリア
コルドバのある家の小さな娘。
パブロ・ガルシア
声 - 東美江
コルドバの貧しい家で暮しているインディオの少年。自身を馬鹿にされていると取り違え、初対面のマルコにいきなりごみ箱から拾った肉を投げつけたりなど気性は荒いが、優しい心の持ち主。寝所のないマルコを家に呼び一緒に住まわせる。妹のためにトゥクマンまでの汽車賃を使ってしまったマルコに対し、貨車にタダ乗りするよう勧め、自分が囮となって駅員に手酷く殴られることでマルコを助ける。
フアナ・ガルシア
声 - 横沢啓子
パブロの妹。まだ幼くて体が弱く病気がちである。チキティータという人形を大切に持っている。パブロとマルコの帰りを待っていて雨に打たれ肺炎に罹るが、マルコがビクトル・メキーネスからもらった路銀を医師の往診に使い事なきを得る。
ホセ
本編未登場。パブロに馬を貸した人物。
チキティータ
フアナが大切に持っている人形。とうもろこしを食べた後の芯の部分に目と口を書いている。フアナがこれを大切に持っている理由については作中で語られていない。当初マルコは人形と気付かずに放り投げてしまう。チキティータとはスペイン語で「お嬢ちゃん、小さな女の子」という意味である。
ホルヘ
声 - 杉田俊也
パブロの祖父。少々惚けている模様。

#### コルドバの他の地区での登場人物
ビクトル・メキーネス
声 - 岡部政明
ラモンのいとこ。コルドバ郊外で建築技師をしている。母親を訪ねて遥々イタリアからやって来たマルコに感心し、トゥクマンまでの汽車賃を貸す。
事務員
マルコがフアナへの往診を頼むため訪れた診療所の受付女性。サンイシドロ地区への往診と知るとマルコを相手にしなかったが、マルコが大金を差し出したことで態度が豹変する。
医者
マルコの依頼でフアナを往診した医者。少々態度がでかいが、夜通し看病し適切な処置をしたことでフアナの命を助けた。
なお、その治療に使った薬の名前が毒薬の一種である「ストリキニーネ」となっていたが、地方局などの一部再放送で放送終了後に「本編に登場する『ストリキニーネ』は『キニーネ』の誤りです」というテロップが出されたことがある。キニーネは、アンデス自生の植物であるキナから抽出される物質で、19世紀に抗マラリア薬として利用されていた。
機関士
マルコが無賃乗車した汽車の車掌の1人。出発前に同僚との賭けに負けた腹いせに貨車の見回りに出かけ、見つけたパブロに執拗な暴力を振るい痛めつける。その後、走行中に屋根伝いに車掌車へ来たアメデオを捕まえようと動き回っているところでマルコを発見し、汽車から叩き降ろす。
テレーサ
本編未登場。

### トゥクマンへの道中の登場人物
頭領
声 - 加藤精三
牛車隊の頭領。サンチアゴデルエステロを目指している。汽車から降ろされ彷徨っていたマルコを助け、トゥクマンへの途中まで彼を送り届ける。牛車隊を束ねる厳しい人物だがマルコと別れる際、ロバのばあさまを与えた。
アンドロレス
声 - 寺島幹夫
牛車隊の一人で、積み荷と共にマルコを運ぶ。部下にマヌエルがいる。
フェルナンデス
声 - 宮田光
牛車隊の一人。
マヌエル
声 - 古谷徹
マルコが牛車隊と旅をした際の世話役をした男。当初はマルコの世話を押しつけられたことを厭っていたが、病気の彼を目の当たりにするうちに進んで世話をするようになる。
ミゲル
声 - 中尾隆聖（第46話のEDテロップでは本名の竹尾智晴）
牛車隊の一人。アメデオを鞭で打って遊んだため、マルコの怒りを買う。その際、咎めたマヌエルと決闘になり頭領に鞭打ちの罰を受ける。マルコの世話をするマヌエルを馬鹿にするなど嫌味な性格だが、マルコと別れる際には食料を恵んだ。
ホルヘス
本編未登場。第49話にて男が話している台詞の中で「心配ないさ、ホルヘスの旦那が面倒みてくれる」と出てくるが、面倒を見るのはマルコのことではなく、その男の前にいる子供に言っている模様。
エルナルド
声 - 加地健太郎
雪の中行き倒れになったマルコとアメデオを救った人物。トゥクマンまでの距離を教え、マルコの足の傷を手早く治療し、壊れた靴の修理も施した。
アンヘル
声 - 倉石一旺
アメデオを見た祖父がトゥクマンまで乗せていくように指示した模様。そのおかげでマルコはトゥクマンまでの道を歩かずに馬車で超えることが出来た。道中サトウキビ畑でアメデオとマルコにサトウキビを切って恵んている。

### トゥクマンでの登場人物
ラモン・メキーネス
声 - 木下秀雄
アンナを雇っている農業技師。アンナを働き者としてたいそう評価しており、アンナが病に罹ったことに負い目を感じている。
イサベル・メキーネス
本編未登場。マルコがブエノスアイレスで訪ねた家がセバーリョス邸と知らず、マルコはアメリアをラモンの娘、イサベルと勘違いする。
クリスチーナ・メキーネス
声 - 武藤礼子
ラモン・メキーネスの妻。アンナを一身になって看病する。
ハイメ
声 - 千々松幸子
ラモン・メキーネスのところで働く家政婦。
ロドリゲス
声 - 吉沢久嘉
アンナを手術した医師。手術が成功したのは自身のためではなくマルコのためだと語り、手術費を受け取ろうとしなかった。

### 動物
アメデオ
トニオの飼っていたサル。トニオが働きに出たのでマルコが世話することになり、マルコと共にアルゼンチンへと渡る。
アニメオリジナルのキャラクター。好物はオレンジ、クッキー、パスタなど（お前の好きなオレンジだよというマルコの台詞がある。）。ペッピーノ一座の「私の踊り靴」の歌に合わせて踊る姿が大いに受け、それがきっかけでペッピーノ一座から受け入れられ、アメデオのおかげでマルコは幾度となく助けられている。小さい子と遊ぶのが好きでよくジュリエッタと遊んでいた。道中ペッピーノに残ることを迫られたが、最後までマルコと旅を共にする。
2008年1月27日にテレビ朝日の『大胆MAP 好評企画人気アニメキャラの声やってる人の素顔全部見せます！ベスト20』に出演した、マルコ役の松尾佳子が「アメデオの声は“発泡スチロールをこすり合わせた音”って聞いたよ」と発言。
後年、日本アニメーションが制作したショートアニメ『超ゼンマイロボ パトラッシュ』第5話でも、これを模した猿型ロボット「アメデオ」が登場している。
ばあさま
牛車隊の頭領から譲り受けた年老いたロバ。オープニングでは最初から登場しているが、作中では終盤の2話分に登場。20年以上生きていると言われたがマルコとの旅の道中、寿命で息を引き取っている。

### ナレーター
声 - 坪井章子

## 人形劇に登場する人物
アントニオ
ペッピーノ一座が最も多く行っていた人形劇に登場する人物。最後には恋人ルクレチアと幸せになるストーリー。生活が貧しいルクレチアはアントニオとバルトロメオを天秤にかけていた。バルトロメオとアントニオと剣戟し、アントニオは敗れるものの、最後はルクレチアがバルトロメオが持っていたお金が入っている袋をバルトロメオの後頭部に打ちつけ気絶させ、アントニオはお金持ちになりルクレチアと結ばれた。
ルクレチア
アントニオの恋人、バルトロメオにも惚れているようだがお金もちだからという理由らしい。
バルトロメオ
どこかの国の国王。アントニオとの剣戟シーンはかなり楽しめる内容となっている。
マルコ・ロッシ
バルボーサ牧場のみで公開した人形劇。母親を捜して旅するマルコをそのまま物語にしている。最後はさらわれた母親をマルコが救うがどこからか飛んできたヤリが母親アンナの背中に突き刺さって亡くなるというショッキングな内容だったため、フィオリーナとコンチェッタが二度とこの芝居はやらないと言い出したほどだった。
アンナ・ロッシ
人形劇で登場し、マルコと再会するがペッピーノの策略により殺されてしまう。フィオリーナがいくら人形劇であっても再会という喜びで終わらせたかったと語っており、二度とこの人形劇はやらなかった。
クリストバル・バルボーサ
人形劇の中では、蛮族にさらわれたマルコの母アンナを救うための手伝いをしている。

## スタッフ
- 製作 - 本橋浩一
- 監督・演出 - 高畑勲
- 脚本 - 深沢一夫
- 場面設定・レイアウト - 宮崎駿
- キャラクターデザイン・作画監督 - 小田部羊一
- 作画監督補佐 - 奥山玲子
- 作画 - 坂井俊一、篠原征子、宮崎駿、前田英美、岡田敏靖、羽根章悦、牛越和夫、富沢信雄、河内日出夫 OH!プロダクション 村田耕一、才田俊次、真鍋譲二、丹内司、山内昇寿郎、岡本健一 他
- 動画チェック - 高野登、富沢信雄、横山淳一、前田英美、篠原征子
- 美術監督 - 椋尾篁
- 背景 - ムクオスタジオ 窪田忠雄、伊藤洋攻、迎陽子、宮本マリ子 スタジオアクア 西芳邦、石橋健一、西原繁男
- 彩色・仕上 - スタジオロビン
- 撮影監督 - 黒木敬七
- 撮影 - トランスアーツ 熊瀬哲郎、萩原享
- 編集 - 瀬山武司
- 現像 - 東洋現像所
- 音楽 - 坂田晃一
- 録音監督 - 浦上靖夫
- 音響制作 - オーディオ・プランニング・ユー
- 録音スタジオ（協力） - 太平スタジオ
- 効果 - 石田サウンド（現・フィズサウンド） 松田昭彦
- 整音（ミキサー） - 中戸川次男（APU）
- 制作デスク - 遠藤栄
- 制作進行 - 高砂克己、久保田幹男、堀内敏弘、竹内孝次、中野和明、広瀬智義 他
- 演出助手 - 横田和善、蔭山康生、馬場健一
- フジテレビプロデューサー - 別所孝治
- プロデューサー - 中島順三、松土隆二
- 企画 - 日本アニメーション株式会社
- 制作 - 日本アニメーション、フジテレビ

## 主題歌・挿入歌
主題歌音盤は日本コロムビアより発売。挿入歌の初出は、1976年8月発売のLPレコード「テレビまんが アイドルデラックス」で、本作品からの6曲に加え、同時期に放送されていたテレビアニメ『ピコリーノの冒険』（NET→テレビ朝日系列）からの7曲を合わせた全13曲が収録されている。本LPに収録されている全13曲中、10曲を大杉久美子が歌っている。
オープニングテーマ - 「草原のマルコ」
作詞 - 深沢一夫 / 作曲・編曲 - 坂田晃一 / 歌 - 大杉久美子
「アペニン山脈からアンデス山脈まで」という原題を思い浮かべて現地取材したスタッフは、現地で全くアンデス山脈が見えないことに気づいたそうで、これが同曲の「山もなく谷もなく、何も見えはしない」という詞になったと伝えられる。また作品の舞台に合わせ、南米の民族楽器であるチャランゴとケーナも使用されている。
オープニング映像には当初、歌詞などの字幕が付いていなかったが、視聴者から歌詞の字幕を入れて欲しいとの要望が多かったため、2クール目より歌詞などのテロップが挿入された。他にスタッフなどのデータも異なる。現在の再放送やDVDなどでは、全話とも後期のオープニング映像に差し替えられた上で放送・収録されている。
エンディングテーマ - 「かあさんおはよう」
作詞 - 高畑勲 / 作曲 - 坂田晃一 / 編曲 - 小六禮次郎 / 歌 - 大杉久美子
挿入歌
「ピクニックのうた」
作詞 - 深沢一夫 / 作曲 - 坂田晃一 / 編曲 - 青木望 / 歌 - 大杉久美子、こおろぎ'73
「ペッピーノ一座のうた」
作詞 - 深沢一夫 / 作曲 - 坂田晃一 / 編曲 - 青木望 / 歌 - 大杉久美子、永井一郎
「陽気なマルコ」
作詞 - 深沢一夫 / 作曲 - 坂田晃一 / 編曲 - 青木望 / 歌 - 大杉久美子、曽我部和行
「かあさんの子守唄」
作詞 - 深沢一夫 / 作曲 - 坂田晃一 / 編曲 - 青木望 / 歌 - 大杉久美子

## 各話リスト
| 話数 | 放送日        | サブタイトル               | 絵コンテ | 作画                                                                                         | 作画                                                                                         |
| ---- | ------------- | -------------------------- | -------- | -------------------------------------------------------------------------------------------- | -------------------------------------------------------------------------------------------- |
| 1    | 1976年 1月4日 | いかないでおかあさん       | 高畑勲   | 才田俊次 篠原征子                                                                            | 才田俊次 篠原征子                                                                            |
| 2    | 1月11日       | ジェノバの少年マルコ       | 高畑勲   | 小田部羊一 宮崎駿                                                                            | 小田部羊一 宮崎駿                                                                            |
| 3    | 1月18日       | 日曜日の港町               | 富野喜幸 | ＯＨプロダクション 村田耕一 米川功真 丹内司 真鍋譲二 篠原征子 坂井俊一                       | ＯＨプロダクション 村田耕一 米川功真 丹内司 真鍋譲二 篠原征子 坂井俊一                       |
| 4    | 1月25日       | おとうさんなんか大きらい   | 高畑勲   | ＯＨプロダクション 村田耕一 米川功真 丹内司 真鍋譲二 篠原征子 坂井俊一                       | ＯＨプロダクション 村田耕一 米川功真 丹内司 真鍋譲二 篠原征子 坂井俊一                       |
| 5    | 2月1日        | なかよしエミリオ           | 高畑勲   | ＯＨプロダクション 村田耕一 米川功真 丹内司 真鍋譲二 篠原征子 坂井俊一                       | ＯＨプロダクション 村田耕一 米川功真 丹内司 真鍋譲二 篠原征子 坂井俊一                       |
| 6    | 2月8日        | マルコの月給日             | 富野喜幸 | 羽根章悦 岡田敏靖 坂井俊一                                                                   | 羽根章悦 岡田敏靖 坂井俊一                                                                   |
| 7    | 2月15日       | 屋根の上の小さな海         | 高畑勲   | ＯＨプロダクション 村田耕一 米川功真 丹内司 真鍋譲二 牛越和夫 穐山昇                         | ＯＨプロダクション 村田耕一 米川功真 丹内司 真鍋譲二 牛越和夫 穐山昇                         |
| 8    | 2月22日       | ゆかいなペッピーノ一座     | 富野喜幸 | 岡田敏靖 坂井俊一 羽根章悦 篠原征子 前田英美                                                 | 岡田敏靖 坂井俊一 羽根章悦 篠原征子 前田英美                                                 |
| 9    | 2月29日       | ごめんなさいおとうさん     | 奥田誠治 | ＯＨプロダクション 村田耕一 米川功真 丹内司 真鍋譲二 篠原征子                                | ＯＨプロダクション 村田耕一 米川功真 丹内司 真鍋譲二 篠原征子                                |
| 10   | 3月7日        | かあさんのブエノスアイレス | 富野喜幸 | 坂井俊一 羽根章悦 岡田敏靖 前田英美 中川とし子                                               | 坂井俊一 羽根章悦 岡田敏靖 前田英美 中川とし子                                               |
| 11   | 3月14日       | おかあさんの手紙           | 奥田誠治 | ＯＨプロダクション 村田耕一 米川功真 丹内司 真鍋譲二 篠原征子                                | ＯＨプロダクション 村田耕一 米川功真 丹内司 真鍋譲二 篠原征子                                |
| 12   | 3月21日       | ひこう船のとぶ日           | 富野喜幸 | 羽根章悦 岡田敏靖 坂井俊一 篠原征子 前田英美 富沢信雄                                        | 羽根章悦 岡田敏靖 坂井俊一 篠原征子 前田英美 富沢信雄                                        |
| 13   | 3月28日       | さよならフィオリーナ       | 黒田昌郎 | ＯＨプロダクション 村田耕一 米川功真 丹内司 真鍋譲二 篠原征子 古宇田文男                     | ＯＨプロダクション 村田耕一 米川功真 丹内司 真鍋譲二 篠原征子 古宇田文男                     |
| 14   | 4月4日        | マルコの決意               | 富野喜幸 | 岡田敏靖 坂井俊一 羽根章悦 篠原征子 前田英美                                                 | 岡田敏靖 坂井俊一 羽根章悦 篠原征子 前田英美                                                 |
| 15   | 4月11日       | すすめフォルゴーレ号       | 奥田誠治 | ＯＨプロダクション 村田耕一 米川功真 丹内司 真鍋譲二                                         | 坂井俊一 篠原征子                                                                            |
| 16   | 4月18日       | ちいさなコック長           | 黒田昌郎 | ＯＨプロダクション 村田耕一 米川功真 丹内司 真鍋譲二                                         | 羽根章悦 岡田敏靖                                                                            |
| 17   | 4月25日       | 赤道まつり                 | 富野喜幸 | ＯＨプロダクション 村田耕一 米川功真 丹内司 真鍋譲二                                         | 坂井俊一 篠原征子                                                                            |
| 18   | 5月2日        | リオの移民船               | 奥田誠治 | 羽根章悦 岡田敏靖 坂井俊一 篠原征子                                                          | 羽根章悦 岡田敏靖 坂井俊一 篠原征子                                                          |
| 19   | 5月9日        | かがやく南十字星           | 黒田昌郎 | ＯＨプロダクション 村田耕一 才田俊次 米川功真 丹内司 真鍋譲二 牛越和夫 中川とし子            | ＯＨプロダクション 村田耕一 才田俊次 米川功真 丹内司 真鍋譲二 牛越和夫 中川とし子            |
| 20   | 5月16日       | おおあらしの夜             | 富野喜幸 | 坂井俊一 羽根章悦 岡田敏靖 河内日出夫                                                        | 坂井俊一 羽根章悦 岡田敏靖 河内日出夫                                                        |
| 21   | 5月23日       | ラプラタ川は銀の川         | 奥田誠治 | ＯＨプロダクション 村田耕一 才田俊次 米川功真 丹内司 真鍋譲二 穐山昇 戸倉健二                | ＯＨプロダクション 村田耕一 才田俊次 米川功真 丹内司 真鍋譲二 穐山昇 戸倉健二                |
| 22   | 5月30日       | かあさんのいる街           | 黒田昌郎 | 羽根章悦 岡田敏靖 坂井俊一 河内日出夫 作画監督補佐・奥山玲子                                 | 羽根章悦 岡田敏靖 坂井俊一 河内日出夫 作画監督補佐・奥山玲子                                 |
| 23   | 6月6日        | もうひとりのおかあさん     | 富野喜幸 | ＯＨプロダクション 村田耕一 才田俊次 米川功真 丹内司 真鍋譲二                                | ＯＨプロダクション 村田耕一 才田俊次 米川功真 丹内司 真鍋譲二                                |
| 24   | 6月13日       | 待っててくれたフィオリーナ | 奥田誠治 | 岡田敏靖 羽根章悦 坂井俊一 河内日出夫 前田英美                                               | 岡田敏靖 羽根章悦 坂井俊一 河内日出夫 前田英美                                               |
| 25   | 6月20日       | ペッピーノ一座大あたり     | 黒田昌郎 | ＯＨプロダクション 村田耕一 才田俊次 米川功真 丹内司 真鍋譲二                                | ＯＨプロダクション 村田耕一 才田俊次 米川功真 丹内司 真鍋譲二                                |
| 26   | 6月27日       | 草原へ                     | 富野喜幸 | 岡田敏靖 坂井俊一 羽根章悦 河内日出夫                                                        | 岡田敏靖 坂井俊一 羽根章悦 河内日出夫                                                        |
| 27   | 7月4日        | フィオリーナの涙           | 奥田誠治 | ＯＨプロダクション 村田耕一 才田俊次 丹内司 真鍋譲二                                         | ＯＨプロダクション 村田耕一 才田俊次 丹内司 真鍋譲二                                         |
| 28   | 7月11日       | バルボーサ大牧場           | 黒田昌郎 | 坂井俊一 羽根章悦 岡田敏靖 河内日出夫                                                        | 坂井俊一 羽根章悦 岡田敏靖 河内日出夫                                                        |
| 29   | 7月18日       | 雪がふる                   | 富野喜幸 | ＯＨプロダクション 村田耕一 才田俊次 丹内司 真鍋譲二                                         | ＯＨプロダクション 村田耕一 才田俊次 丹内司 真鍋譲二                                         |
| 30   | 7月25日       | 老ガウチョ カルロス        | 奥田誠治 | 羽根章悦 岡田敏靖 坂井俊一 河内日出夫                                                        | 羽根章悦 岡田敏靖 坂井俊一 河内日出夫                                                        |
| 31   | 8月1日        | ながい夜                   | 富野喜幸 | ＯＨプロダクション 村田耕一 才田俊次 丹内司 真鍋譲二                                         | ＯＨプロダクション 村田耕一 才田俊次 丹内司 真鍋譲二                                         |
| 32   | 8月8日        | さようならといえたら       | 奥田誠治 | 羽根章悦 岡田敏靖 坂井俊一 河内日出夫                                                        | 羽根章悦 岡田敏靖 坂井俊一 河内日出夫                                                        |
| 33   | 8月15日       | かあさんがいない           | 富野喜幸 | ＯＨプロダクション 村田耕一 才田俊次 真鍋譲二 岡本健一                                       | ＯＨプロダクション 村田耕一 才田俊次 真鍋譲二 岡本健一                                       |
| 34   | 8月22日       | ジェノバに帰りたい         | 奥田誠治 | 羽根章悦 岡田敏靖 坂井俊一 河内日出夫                                                        | 羽根章悦 岡田敏靖 坂井俊一 河内日出夫                                                        |
| 35   | 8月29日       | おかあさんのなつかしい文字 | 黒田昌郎 | ＯＨプロダクション 村田耕一 才田俊次 真鍋譲二 岡本健一                                       | ＯＨプロダクション 村田耕一 才田俊次 真鍋譲二 岡本健一                                       |
| 36   | 9月5日        | さようならバイアブランカ   | 富野喜幸 | 羽根章悦 坂井俊一 河内日出夫                                                                 | 羽根章悦 坂井俊一 河内日出夫                                                                 |
| 37   | 9月12日       | はてしない旅へ             | 奥田誠治 | ＯＨプロダクション 村田耕一 才田俊次 真鍋譲二 岡本健一                                       | ＯＨプロダクション 村田耕一 才田俊次 真鍋譲二 岡本健一                                       |
| 38   | 9月19日       | かあさんだってつらいのに   | 奥田誠治 | 羽根章悦 坂井俊一 河内日出夫                                                                 | 羽根章悦 坂井俊一 河内日出夫                                                                 |
| 39   | 9月26日       | ばら色のよあけロサリオ     | 富野喜幸 | ＯＨプロダクション 村田耕一 才田俊次 真鍋譲二 岡本健一                                       | ＯＨプロダクション 村田耕一 才田俊次 真鍋譲二 岡本健一                                       |
| 40   | 10月3日       | かがやくイタリアの星一つ   | 富野喜幸 | 羽根章悦 坂井俊一 河内日出夫                                                                 | 羽根章悦 坂井俊一 河内日出夫                                                                 |
| 41   | 10月10日      | かあさんと帰れたら…        | 奥田誠治 | ＯＨプロダクション 村田耕一 才田俊次 真鍋譲二 岡本健一                                       | ＯＨプロダクション 村田耕一 才田俊次 真鍋譲二 岡本健一                                       |
| 42   | 10月17日      | 新しい友だちパブロ         | 富野喜幸 | 羽根章悦 坂井俊一 河内日出夫                                                                 | 羽根章悦 坂井俊一 河内日出夫                                                                 |
| 43   | 10月24日      | この街のどこかに           | 奥田誠治 | ＯＨプロダクション 村田耕一 才田俊次 真鍋譲二 岡本健一                                       | ＯＨプロダクション 村田耕一 才田俊次 真鍋譲二 岡本健一                                       |
| 44   | 10月31日      | フアナをたすけたい         | 富野喜幸 | 羽根章悦 坂井俊一 河内日出夫                                                                 | 羽根章悦 坂井俊一 河内日出夫                                                                 |
| 45   | 11月7日       | はるかな北へ               | 奥田誠治 | ＯＨプロダクション 村田耕一 才田俊次 真鍋譲二 岡本健一                                       | ＯＨプロダクション 村田耕一 才田俊次 真鍋譲二 岡本健一                                       |
| 46   | 11月14日      | 牛車の旅                   | 富野喜幸 | 羽根章悦 河内日出夫 篠原征子                                                                 | 羽根章悦 河内日出夫 篠原征子                                                                 |
| 47   | 11月21日      | あの山の麓にかあさんが     | 奥田誠治 | ＯＨプロダクション 村田耕一 才田俊次 真鍋譲二 岡本健一                                       | ＯＨプロダクション 村田耕一 才田俊次 真鍋譲二 岡本健一                                       |
| 48   | 11月28日      | ロバよ死なないで           | 富野喜幸 | 羽根章悦 河内日出夫 篠原征子                                                                 | 羽根章悦 河内日出夫 篠原征子                                                                 |
| 49   | 12月5日       | かあさんが呼んでいる       | 奥田誠治 | ＯＨプロダクション 村田耕一 才田俊次 真鍋譲二 岡本健一                                       | ＯＨプロダクション 村田耕一 才田俊次 真鍋譲二 岡本健一                                       |
| 50   | 12月12日      | 走れマルコ!                | 富野喜幸 | 羽根章悦 河内日出夫 篠原征子                                                                 | 羽根章悦 河内日出夫 篠原征子                                                                 |
| 51   | 12月19日      | とうとうかあさんに         | 奥田誠治 | ＯＨプロダクション 村田耕一 才田俊次 真鍋譲二 岡本健一                                       | ＯＨプロダクション 村田耕一 才田俊次 真鍋譲二 岡本健一                                       |
| 52   | 12月26日      | かあさんとジェノバへ       | 富野喜幸 | ＯＨプロダクション 村田耕一 才田俊次 真鍋譲二 岡本健一 羽根章悦 河内日出夫 篠原征子 大島秀範 | ＯＨプロダクション 村田耕一 才田俊次 真鍋譲二 岡本健一 羽根章悦 河内日出夫 篠原征子 大島秀範 |

## 放送局
※放送日時・系列は本番組終了時（1976年12月）のもの。
| 放送地域       | 放送局         | 放送日時           | 放送系列                                     | 備考       |
| -------------- | -------------- | ------------------ | -------------------------------------------- | ---------- |
| 関東広域圏     | フジテレビ     | 日曜 19:30 - 20:00 | フジテレビ系列                               | 制作局     |
| 北海道         | 北海道文化放送 | 日曜 19:30 - 20:00 | フジテレビ系列                               |            |
| 秋田県         | 秋田テレビ     | 日曜 19:30 - 20:00 | フジテレビ系列                               |            |
| 山形県         | 山形テレビ     | 日曜 19:30 - 20:00 | フジテレビ系列                               |            |
| 宮城県         | 仙台放送       | 日曜 19:30 - 20:00 | フジテレビ系列                               |            |
| 長野県         | 長野放送       | 日曜 19:30 - 20:00 | フジテレビ系列                               |            |
| 静岡県         | テレビ静岡     | 日曜 19:30 - 20:00 | フジテレビ系列                               |            |
| 富山県         | 富山テレビ     | 日曜 19:30 - 20:00 | フジテレビ系列                               |            |
| 石川県         | 石川テレビ     | 日曜 19:30 - 20:00 | フジテレビ系列                               |            |
| 福井県         | 福井テレビ     | 日曜 19:30 - 20:00 | フジテレビ系列                               |            |
| 中京広域圏     | 東海テレビ     | 日曜 19:30 - 20:00 | フジテレビ系列                               |            |
| 近畿広域圏     | 関西テレビ     | 日曜 19:30 - 20:00 | フジテレビ系列                               |            |
| 島根県・鳥取県 | 山陰中央テレビ | 日曜 19:30 - 20:00 | フジテレビ系列                               |            |
| 岡山県         | 岡山放送       | 日曜 19:30 - 20:00 | フジテレビ系列 テレビ朝日系列                | [ 注釈 4 ] |
| 広島県         | テレビ新広島   | 日曜 19:30 - 20:00 | フジテレビ系列                               |            |
| 愛媛県         | 愛媛放送       | 日曜 19:30 - 20:00 | フジテレビ系列                               | [ 注釈 5 ] |
| 福岡県         | テレビ西日本   | 日曜 19:30 - 20:00 | フジテレビ系列                               |            |
| 佐賀県         | サガテレビ     | 日曜 19:30 - 20:00 | フジテレビ系列                               |            |
| 熊本県         | テレビ熊本     | 日曜 19:30 - 20:00 | フジテレビ系列 日本テレビ系列 テレビ朝日系列 |            |
| 沖縄県         | 沖縄テレビ     | 日曜 19:30 - 20:00 | フジテレビ系列                               |            |
| 青森県         | 青森放送       | 土曜 18:00 - 18:30 | 日本テレビ系列 テレビ朝日系列                |            |
| 岩手県         | 岩手放送       | 日曜 18:00 - 18:30 | TBS系列                                      | [ 注釈 6 ] |
| 福島県         | 福島テレビ     | 土曜 18:00 - 18:30 | TBS系列 フジテレビ系列                       |            |
| 山梨県         | 山梨放送       | 水曜 19:00 - 19:30 | 日本テレビ系列                               |            |
| 新潟県         | 新潟総合テレビ | 月曜 18:00 - 18:30 | フジテレビ系列 日本テレビ系列 テレビ朝日系列 | [ 注釈 7 ] |
| 山口県         | 山口放送       | 月曜 19:00 - 19:30 | 日本テレビ系列                               |            |
| 徳島県         | 四国放送       | 木曜 19:00 - 19:30 | 日本テレビ系列                               |            |
| 香川県         | 西日本放送     | 月曜 18:00 - 18:30 | 日本テレビ系列                               | [ 注釈 8 ] |
| 高知県         | 高知放送       | 月曜 18:00 - 18:30 | 日本テレビ系列                               |            |
| 長崎県         | テレビ長崎     | 土曜 19:00 - 19:30 | フジテレビ系列 日本テレビ系列                | [ 注釈 9 ] |
| 大分県         | テレビ大分     | 月曜 18:00 - 18:30 | 日本テレビ系列 フジテレビ系列 テレビ朝日系列 | [ 注釈 9 ] |
| 宮崎県         | テレビ宮崎     | 水曜 19:00 - 19:30 | 日本テレビ系列 フジテレビ系列 テレビ朝日系列 | [ 注釈 9 ] |
| 鹿児島県       | 鹿児島テレビ   | 土曜 19:00 - 19:30 | 日本テレビ系列 フジテレビ系列 テレビ朝日系列 | [ 注釈 9 ] |

## 関連CD
- 母をたずねて三千里 音楽集
- 母をたずねて三千里 ジェノバ編

## ゲーム
1995年に本作品を含めた4作品を題材にした『世界名作劇場』のピコソフトがセガ・エンタープライゼス（現・セガトイズ）より発売。本作品はその1ページ目で、RPGにあたる。その名の通り、さまざまな人物との会話を交わしながらヒントを見つけ、母・アンナのいるトゥクマンを目指していく。

## 完結版

### 1980年
1980年7月19日に、映像を編集したものが劇場版として公開されている。キャストはテレビ版と同じ。興行としては不振であったため、劇場公開1週間で終了した。映像ソフトはVHSソフト、レーザーディスクのみが発売されている。
スタッフ（1980年）
- 監督 - 高畑勲
- 脚本 - 深沢一夫
- 場面設定・画面構成 - 宮崎駿
- キャラクターデザイン・作画監督 - 小田部羊一
- 音楽 - 坂田晃一
- 構成監督 - 岡安肇（編集監督）

### 2000年
『世界名作劇場 完結版』の1作として2000年に前編・後編に再構成したものがBSフジにて放送された。
スタッフ（2000年）
- 企画 - 佐藤昭司
- 演出 - 楠葉宏三
- プロデューサー - 田中信明

## 映画版

### 1976年
テレビ放送継続中の1976年7月22日に、「東映まんがまつり」でテレビシリーズのブローアップ版が公開された（何話かは不明）。日本アニメーション制作のアニメ作品が「東映まんがまつり」で公開された最初のケースでもある。同時上映は『アリババと40匹の盗賊』（再映）・『グレンダイザー ゲッターロボG グレートマジンガー 決戦! 大海獣』・『秘密戦隊ゴレンジャー 爆弾ハリケーン』・『ザ・カゲスター』・『山口さんちのツトム君』（短編映画）・『宇宙鉄人キョーダイン』・『一休さん 虎たいじ』の計7本。

### MARCO 母をたずねて三千里
1997年の『Dog of Flanders〜フランダースの犬』に続く「世界名作劇場のリメイク&劇場映画版」として、1999年4月に松竹系で公開された。監督は楠葉宏三。
同作品の特色として、冒頭に父の診療所を継いだ40歳のマルコが登場し、自身が長い道のりを辿った幼き9歳の頃を回想する形でストーリーが展開される形態となっている。エンドロールでも動画で母と共にアルゼンチンから汽車と船を乗り継いで郷里のジェノバに帰り、家族やコンチェッタ達と対面するシーンが細かく描かれ、その後壮年期のマルコが母の写真を眺めるシーンへ遷る構成となっている。このように主人公自身の回想で物語が展開される形態は、『連続テレビ小説』など実写作品ではよく見られるが、世界名作劇場としては異色のパターンである。また、背景の一部描写に3DCGを組み合わせて使用している。
制作当初は120分の映像を用意していたが、上映の都合により急遽90分に短縮され制作状況が悪化、内容に余裕がなくなってしまった。またキャスティングにおいても、当時係争中であった日本俳優連合との二次使用料をめぐる訴訟騒動で組合側から声優のキャスティング協力が得られず、代わってネルケプランニングがキャスティングに携わり、選定に苦労することになった。その都合上、キャストはテレビシリーズとは異なる。
作品としてはマルコの母捜しの部分が要領よく纏められていたものの、配給収入の不調や共同制作者である松竹の深刻な経営不振もあり、1996年の『BLACK JACK』（手塚プロダクション制作）に端を発した一連の松竹での旧作アニメのリメイク版企画は、同作品が最後となった。
キャスト
- マルコ・ロッシ - 樋口智恵子（少年時代） / 井上倫宏（成人期）
- アンナ・ロッシ - 榊原るみ
- ピエトロ・ロッシ - 菅生隆之
- トニオ・ロッシ - 田中伸幸
- ペッピーノ - なべおさみ
- コンチェッタ - 岡本麻弥
- フィオリーナ - 松下恵
- ジュリエッタ - 川田妙子
- パブロ - 高乃麗
- フェデリコじいさん - 山内雅人
- ジョルジオ - 鈴木ヒロミツ
- メキーネス / 執事 - キートン山田
- ジーナおばさん - さとうあい
- ロンバルディーニ - 屋良有作
- 修道院長 - 中西妙子
- フアナ - 長沢彩
- ロドリゲス - 石塚運昇
- レオナルド - 緒方賢一
- レナータ / メキーネス夫人 - 日野由利加
- ベルナダ - 沼波輝枝
- ロッキー - 上別府仁資
- フォスコ - 西松和彦
- 中年男 - 麻生智久
- スリの男 - 高橋広樹
- 魚屋 - 杉野博臣
- 女 - 田中涼子、甲斐田ゆき

スタッフ
- 制作 - 松竹、日本アニメーション、三井物産
- 監督 - 楠葉宏三
- 脚本 - 深沢一夫
- エンディングテーマ曲 - 「Carry a Dream」 シーナ・イーストン
- 音楽 - 岩代太郎
- キーアートデザイン- ウォーレン・ナン
- 製作者 - 幸甫、真藤豊、本橋寿一
- プロデューサー - 吉田剛、中島順三、田中真津美

## 映像ソフト化
- テレビシリーズのDVDは1999年3月25日 - 6月25日にかけて全13巻が発売された。

## 再放送
2012年11月より、現行の画質に合わせて16:9のフルHDに解像されたデジタルリマスターHD版が放送された。CS局のキッズステーション放送時には当時の放送枠である「カルピスこども劇場」のロゴ映像もHD画質で復活している。以降、地上波の独立局などでも順次放送。

## メディア
- MARCO オリジナル・サウンドトラック
- 母をたずねて三千里 (歌とBGM)
- 世界名作劇場 メモリアル音楽館 母をたずねて三千里